# مدرسة الفرير (القدس)
مدرسة الفرير الثانوية في القدس (بالفرنسية: Collège des Frères Jerusalem) هي مدرسة كاثوليكية يعود تاريخها إلى العصر العثماني في فلسطين. تقع داخل أسوار البلدة القديمة لمدينة القدس، قرب باب الجديد بحارة النصارى. أسستها جمعية أخوة الفرير في فلسطين عام 1876.
كان هدف الجمعية منذ إنشائها توفير تعليم نوعي ومميز للفلسطينيين وخصوصا الفقراء منهم. في عام 1999 تحولت المدرسة إلى مدرسة مختلطة، وفي عام 2005 تم تسليم دفة القيادة في المدرسة إلى طاقم محلي فلسطيني وبرئاسة مدير عام فلسطيني. تتبع المدرسة المنهاج الرسمي الفلسطيني ولكن تمنح بالإضافة له اللغة الفرنسية والعبرية.
يُشار بالذكر إلى أن مدرسة الفرير في القدس هي أول مدرسة أسستها جمعية أخوة الفرير في فلسطين، وذلك عام 1876، ثم تلتها مدرسة يافا عام 1882، من ثم مدارس الناصرة ، بيت لحم وحيفا عام 1893 وأخيرا مدرسة عمّان عام 1950. 
من طلاب مدرسة الفرير الذين برزوا في مجالات متعددة: سعد الدين العلمي، هنري قطان، موسى العلمي، داود حنانيا.